# 머리 퍼라이아

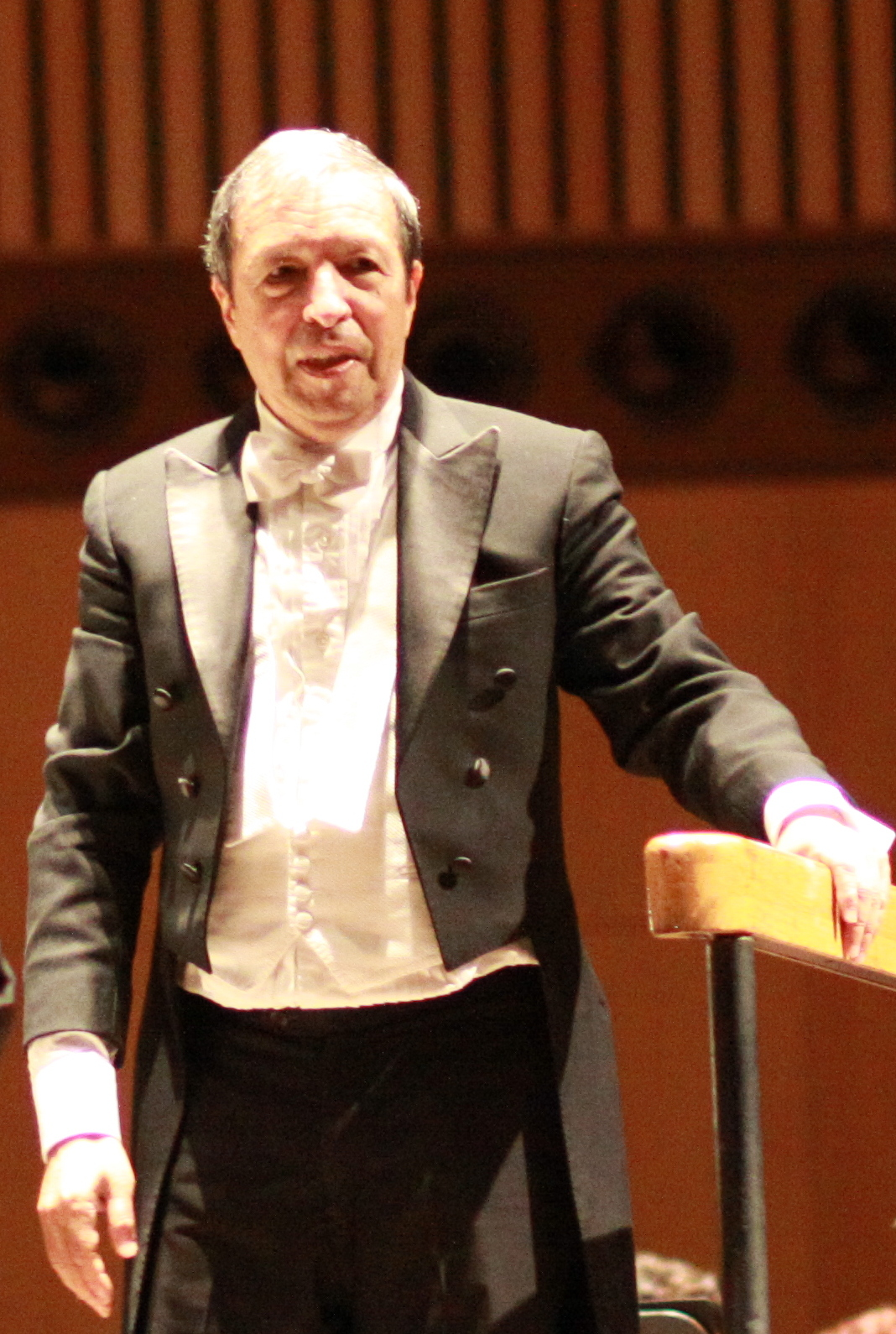
머리 퍼라이아 (2012년)

머리 퍼라이아(영어: Murray Perahia, 1947년 4월 19일 ~ )는 미국의 피아노 연주자이자 지휘자이다. 뉴욕 브롱크스에서 태어났다.

## 서훈
- 2004년 명예 대영 제국 훈장 2등급(honorary KBE, 외국인 대상 정원외) 수훈